# Zachariaspolder
De Zachariaspolder is een polder in poldergebied rond IJzendijke in Zeeuws-Vlaanderen. De eerste polder werd rond 1700 aangelegd, en respectievelijk in 1774 en 1776 werden de tweede en derde polder ingedijkt.
De Zachariaspolder bestaat uit:
- Zachariaspolder 1e deel
- Zachariaspolder 2e deel
- Zachariaspolder 3e deel